# 30933 Grillparzer
30933 Grillparzer este un asteroid din centura principală de asteroizi.

## Descriere
30933 Grillparzer este un asteroid din centura principală de asteroizi. A fost descoperit pe 17 octombrie 1993 la Tautenburg de Freimut Börngen. Asteroidul prezintă o orbită caracterizată de o semiaxă mare de 2,56 ua, o excentricitate de 0,18 și o înclinație de 5,3° în raport cu ecliptica.